# Каулиан
Каулиан (Другие названия: Кулиан и Кавлиан) — село в Афганистане. Находится в провинции Фарьяб.

В 1878 году полковник Гродеков при поездке в Афганистан упоминает его как один из сел Дарзабского ханства:

Н. И. Гродеков. 1883.
Ханство Дарзаб, состоявшее из трех кишлаков: Дарзаба, Бельчерага и Каулиана, присоединено к Афганистану 10 лет тому назад.